# Forskalia saccula
Forskalia saccula is een hydroïdpoliep uit de familie Forskaliidae. De poliep komt uit het geslacht Forskalia. Forskalia saccula werd in 2003 voor het eerst wetenschappelijk beschreven door Pugh. 